# 1833 w literaturze
Wydarzenia literackie w 1833 roku.

## Nowe książki
- polskie
  - Juliusz Słowacki – Poezje (m.in. Godzina myśli)
  - Adam Mickiewicz – Reduta Ordona
  - Stefan Garczyński – Wacława dzieje
  - Aleksander Fredro – Śluby panieńskie
- zagraniczne
  - Honoré de Balzac
    - Lekarz wiejski
    - Eugenia Grandet

  - Robert Browning – Pauline
  - Agnes Bulmer, Messiah's Kingdom
  - Edward Bulwer-Lytton – Godolphin
  - Thomas Carlyle – Sartor Resartus
  - Felicia Hemans – Hymns on the Works of Nature
  - Henry Wadsworth Longfellow – Outre-Mer
  - Robert Montgomery – Woman, the Angel of Life
  - Alfred de Musset – Andrea del Sarto
  - Alfred de Musset – Gamiani
  - Aleksander Puszkin – Eugeniusz Oniegin
  - George Sand – Lelia

## Urodzili się
- 10 stycznia – August Robert Wolff, polski księgarz i wydawca (zm. 1910)
- 7 lutego – Ricardo Palma, peruwiański pisarz (zm. 1919)
- 10 marca – Pedro Antonio de Alarcón, hiszpański pisarz (zm. 1891)
- 5 maja – Soledad Acosta, kolumbijska pisarka i dziennikarka (zm. 1913)
- 7 listopada – Rafael Pombo, kolumbijski poeta, tłumacz i matematyk (zm. 1912)
- 12 listopada – Lewis Morris, walijski poeta (zm. 1907)
- 6 grudnia – Jovan Jovanović Zmaj, serbski pisarz (zm. 1904)
- 22 grudnia  – Marko Wowczok, ukraińska pisarka (zm. 1907)

## Zmarli
- Arthur Hallam, poeta angielski
- 15 października – Victor Ducange, francuski powieściopisarz i dramaturg (ur. 1783)